# 曙光街道 (伊春市)
曙光街道，曾是中华人民共和国黑龙江省伊春市乌翠区下辖的一个街道办事处，现已撤销，并入翠峦镇。
2016年，伊春市人民政府批准撤销曙光街道办事处，下辖地区由翠峦区直辖。2019年6月，国务院同意调整伊春市部分行政区划，撤销翠峦区，新设乌翠区；同年，伊春市人民政府批准恢复设立曙光街道办事处。

## 行政区划
曙光街道下辖以下村级行政区划单位：
永新社区。